# Basni Belima
Basni Belima é uma vila no distrito de Nagaur, no estado indiano de Rajastão.

## Demografia
Segundo o censo de 2001, Basni Belima tinha uma população de 21,557 habitantes. Os indivíduos do sexo masculino constituem 50% da população e os do sexo feminino 50%. Basni Belima tem uma taxa de literacia de 54%, inferior à média nacional de 59.5%; com 63% para o sexo masculino e 37% para o sexo feminino. 20% da população está abaixo dos 6 anos de idade.